# Stazione di Ingolstadt Centrale
La stazione di Ingolstadt Centrale (in tedesco Ingolstadt Hbf) è la principale stazione ferroviaria della città tedesca di Ingolstadt.

## Storia
Nel 1947 si iniziarono i lavori per un nuovo fabbricato viaggiatori, in sostituzione di quello precedente distrutto durante la guerra. Il nuovo edificio, progettato da Karl Fackler, venne compiuto nel 1956.

### Esplicative
1. ↑  Abbreviazione di Ingolstadt Hauptbahnhof, letteralmente "Ingolstadt stazione principale".

### Bibliografiche
1. ↑  (DE) Martin Schack, Neue Bahnhöfe. Empfangsgebäude der Deutschen Bundesbahn 1948–1973, Berlino, Verlag B. Neddermeyer, 2004,  p. 177, ISBN 3-933254-49-3.